# 4795 Kihara
4795 Kihara este un asteroid din centura principală, descoperit pe 7 februarie 1989 de Atsushi Takahashi și Kazuo Watanabe.